# Кранихфелд
Кранихфелд (на немски: Kranichfeld) е град в Тюрингия, Германия, с 3396 жители (2015).
Намира се в долината на река Илм, на 18 km югоизточно от Ерфурт, и 16 km югозапдно от Ваймар.
Кранихфелд е споменат за пръв път в документи през 842–856 г.
Част е от херцогство Саксония-Ваймар и Великото херцогство Саксония-Ваймар-Айзенах.